# Muscisaxicola flavinucha
Muscisaxicola flavinucha là một loài chim trong họ Tyrannidae.